# المنطقة الغربية العسكرية (السعودية)

شعار قيادة المنطقة.

قيادة المنطقة الغربية العسكرية كانت تسمى سابقاً "قيادة منطقة جدة"، وكانت عبارة عن قائد منطقة وضباط إدارة، وعدد من الضباط صغار الرتب. كما كانت بها سرية حراسة أولى، وسرية حراسة ثانية، وسرية قيادة، وفصيل. وكان مقر قيادة منطقة جدة في في شارع  بني مالك في حي النسيم

.